# Kloxo
Kloxo (trước đây được biết đến với tên gọi Lxadmin) là một mã nguồn mở miễn phí web hosting control panel cho các dóng máy chủ nhân Linux như Red Hat và CentOS.

## Đổi tên Lxadmin/Kloxo
Do lo ngại bị chiếm đoạt tên Lxadmin nên nhà sản xuất đã thay thế tên này bằng Kloxo.

## Lỗi bảo mật
Năm 2009, Kloxo đã bị một lỗi bảo mật nguy hiểm cho chiếm quyền quản trị tối cao.